# McEwens
McEwens (oorspronkelijk bekend als James McEwen & Co.) was een warenhuis in de Schotse stad Perth. Het warenhuis, gespecialiseerd in huishoudelijke artikelen, werd opgericht in maart 1868 en was het bijna 150 jaar actief. Naast de winkel in Perth waren er filialen in Oban en Ballater. In maart 2016 sloten de warenhuizen na een faillissement, waarbij meer dan 130 banen verloren gingen. De winkellocatie aan St John's Street 56 in Perth, werd in 2017 overgenomen door Beales, een Engelse warenhuisketen. Dit warenhuis sloot na een aantal jaren ook zijn deuren.
De bijgebouwen van de winkel, aan Perth's Watergate, zouden in 2019 worden gesloopt om te worden vervangen door woningen. 